# In-news
In-news是由株式会社Days（Days Co., Ltd.）运营并提供日本輕小說相关信息的新闻网站。网站名称的缩写简称为“ラノオン（Ranoon）”。

## 概要
In-news主要以处理与轻小说相关的最新新闻，每天发布约6篇新闻文章。另外，自2015年6月起，该网站由新运营者「suzu@In-news主编」接手运营。后来于2019年10月起，交由株式会社Days的媒体部门运营。此外，主编铃木曾以In-news的代表接受即将举行的下一部人氣輕小說大賞的采访。
In-news还向「SmartNews」等媒体进行文章分发。
2020年10月，In-news创刊一份免费的《轻小说NEWS Offline》杂志，以便报道采访的文章和轻小说新闻线上大奖的结果，首期的封面由《關於我轉生變成史萊姆這檔事》担任。
自2016年起，In-news每月都会举办通过读者投票评选人气作品等的“轻小说新闻线上大奖”。